# Елленор-Андреа Андреєн
Еллено́р-Андре́а Андреє́н (швед. Andreen; нар. 11 липня 1888 — пом. 20 квітня 1972) — шведська лікарка, діячка міжнародного жіночого демократичного руху, видатний борець за мир, лауреат Міжнародної Сталінської премії «За зміцнення миру між народами» (1953).
З 1930 Андреєн — голова Лівого союзу жінок Швеції. 1952 брала участь в розслідуванні фактів бактеріологічної війни в КНДР і КНР. Андреєн вела велику громадсько-політичну роботу, спрямовану на захист миру, проти загрози атомної війни.